# Hydaticus concolor
Hydaticus concolor är en skalbaggsart som beskrevs av Sharp 1882. Hydaticus concolor ingår i släktet Hydaticus och familjen dykare. Inga underarter finns listade i Catalogue of Life.